# 塞尼卡鎮區 (密蘇里州牛頓縣)
塞尼卡鎮區（英語：Seneca Township）是位於美國密蘇里州牛頓縣的一個行政鎮區。

## 地方資料
塞尼卡鎮區的面積為67.78平方千米，當中陸地面積為67.76平方千米，而水域面積為0.02平方千米。根據2020年美國人口普查的數據，當地共有人口3298人，而人口密度為每平方千米48.66人。